# NGC 4349
NGC 4349 في الفهرس العام الجديد، هو عنقود نجمي، يقع في كوكبة صليب الجنوب. اكتشف في 30 أبريل 1826 . بواسطة جيمس دنلوب .

## روابط خارجية
- NGC 4349 على موقع ويكي سكاي: DSS2, SDSS, GALEX, IRAS, Hydrogen α, X-Ray, Astrophoto, Sky Map, Articles and images